# Acacia pennatula
Acacia pennatula é uma espécie de leguminosa do gênero Acacia, pertencente à família Fabaceae.